# Світло

Видиме світло на електромагнітній шкалі

Сві́тло — електромагнітні хвилі видимого спектра. До видимого діапазону належать електромагнітні хвилі в межах частот, що сприймаються людським оком (7.5×1014 — 4×1014 Гц), тобто з довжиною хвилі від 390 до 750 нанометрів.
У фізиці термін «світло» має дещо ширше значення і є синонімом до оптичного випромінювання, тобто охоплює інфрачервону та ультрафіолетову області спектра.
Властивості світла вивчаються розділами фізики оптикою та спектроскопією. Вимірювання інтенсивності світла — царина фотометрії.

## Фізична природа і властивості світла

Завдяки дисперсії біле світло можна розкласти на спектр за допомогою призми

Як і будь-які інші електромагнітні хвилі світло характеризується частотою, довжиною хвилі, поляризацією й інтенсивністю. У вакуумі світло розповсюджується зі сталою швидкістю, яка не залежить від системи відліку — швидкістю світла. Швидкість поширення світла в речовині залежить від властивостей речовини і загалом менша від швидкості світла у вакуумі. Довжина хвилі зв'язана з частотою законом дисперсії, який також визначає швидкість розповсюдження світла у середовищі.
Взаємодіючи з речовиною, світло розсіюється і поглинається. При переході з одного середовища в інше змінюється швидкість розповсюдження світла, що призводить до заломлення. Поряд із заломленням на межі двох середовищ світло частково відбивається. Заломлення та відбиття світла використовується в різноманітних оптичних приладах: призмах, лінзах, дзеркалах, що дозволяють формувати зображення.
Випромінювання і поглинання світла відбувається квантами: фотонами, енергія яких залежить від частоти:
{\displaystyle E=h\nu },
де E — енергія кванта, {\displaystyle \nu } — частота, h — стала Планка.
Звичайне денне світло складається з некогерентних електромагнітних хвиль із широким набором частот. Таке світло заведено називати білим. Біле світло має спектр, що відповідає спектру випромінювання Сонця. Світло з іншим спектром сприймається як кольорове. Дисперсія світла, тобто різна швидкість розповсюдження світлових променів з різною частотою у середовищі, дозволяє розкласти світло на кольорові складові.
Як і будь-яка інша електромагнітна хвиля світло характеризується поляризацією. Денне світло зазвичай неполяризоване, або частково поляризоване. Ступінь поляризації світла змінюється при кожному акті відбиття від будь-якої поверхні або проходження через будь-яке середовище.
Світло переносить енергію. Зокрема, сонячне світло є одним з основних джерел енергії на Землі. Частина цієї енергії сприймається живими організмами при фотосинтезі. Використання сонячної енергії людством одна із найважливіших сучасних проблем.

## Швидкість світла
Швидкість світла у вакуумі — абсолютне значення швидкості поширення електромагнітних хвиль у вакуумі. Традиційно позначається літерою латинського алфавіту «c». Швидкість світла у вакуумі — фізична стала, що не залежить від вибору інерційної системи відліку. Вона належить до фундаментальних фізичних констант, що характеризують не просто окремі тіла чи поля, а властивості простору-часу у цілому. За сучасними уявленнями швидкість світла у вакуумі — гранична швидкість руху та поширення взаємодій.

Час поширення світлового променя у масштабованій моделі Земля-Місяць. Для подолання відстані від поверхні Землі до поверхні Місяця променю світла потрібно 1,255 с

Найточніше значення швидкості світла з відносною похибкою 4·10−9, що відповідає абсолютній похибці 1,1 м/с зафіксоване резолюцією 1 17-ї Генеральної конференції мір і ваг і розглядається як точне значення:
| c = 299 792 458 м/с. |

Ефективна швидкість світла в різноманітних прозорих речовинах є меншою, ніж у вакуумі. Наприклад, швидкість світла у воді становить близько 3/4 від значення для вакууму. Тим не менше, сповільнення процесів в речовині, як вважають, відбувається не через сповільнення руху часток світла, а завдяки їх поглинанню та наступному випроміненню зарядженими частинками речовини.
Як крайній приклад «сповільнення» світла, може бути дослід двох незалежних груп фізиків, у якому їм вдалось «повністю зупинити» світло, пропускаючи його крізь конденсат Бозе — Ейнштейна на основі рубідію. Тим не менше, термін «зупинити» у цих експериментах стосується лише квантів світла, що поглинулись атомами, які перейшли у збуджений стан, а потім повторно випускаються через довільний проміжок часу як вимушене наступним лазерним імпульсом випромінювання.

## Вивчення оптичних властивостей світла

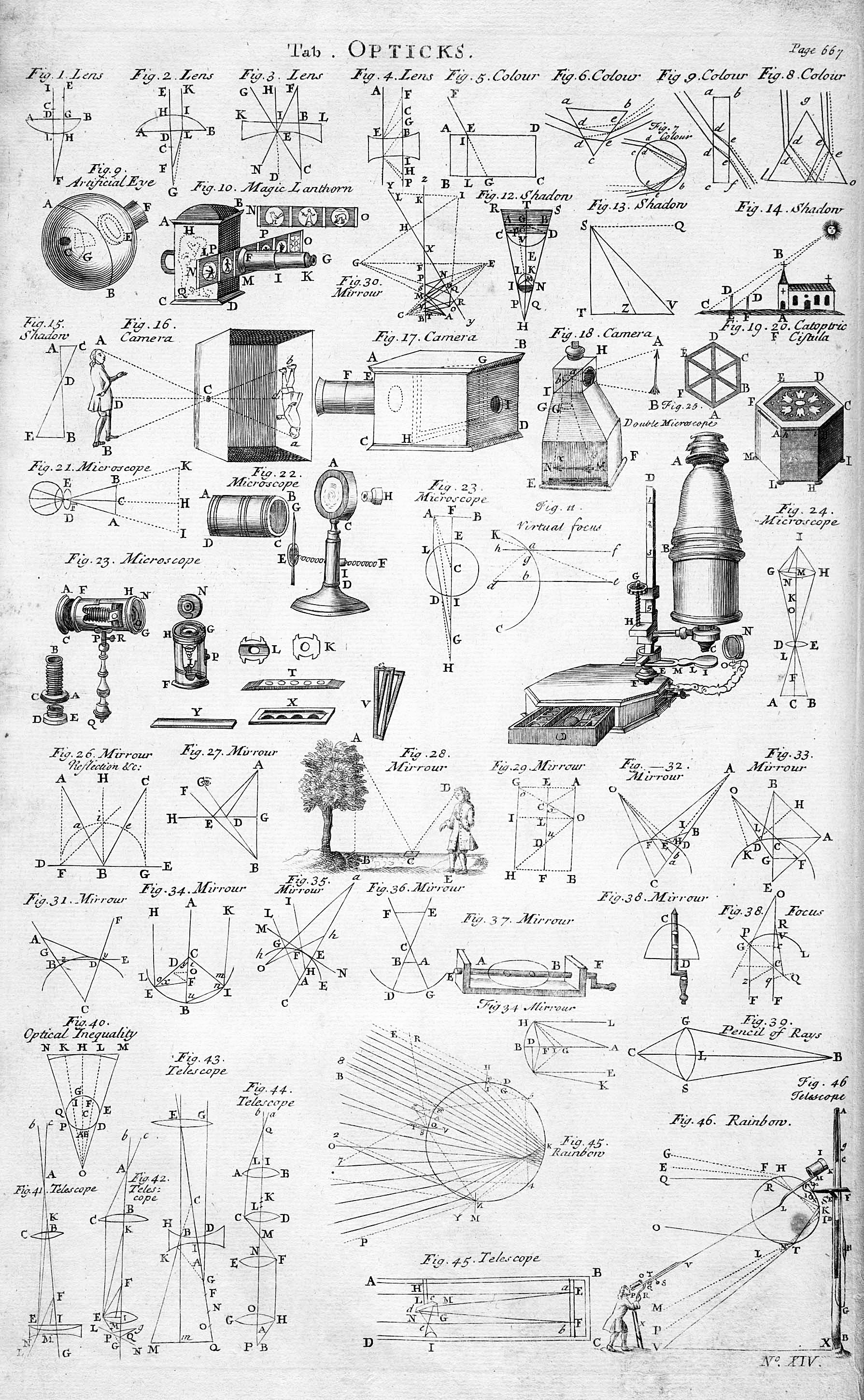
Таблиця «Оптика» з «Циклопедії» (Cyclopædia: or, An Universal Dictionary of Arts and Sciences, 1728)

Вивченням світла і його взаємодії з речовиною займається розділ фізики, що називається оптикою (від дав.-гр. ὀπτική — наука про зорові сприйняття). Сучасна оптика досліджує не лише видиме електромагнітне випромінювання, а й ультрафіолетове (у тому числі м'яке рентгенівське) та інфрачервоне проміння.

### Геометрична оптика
Довжини електромагнітних хвиль оптичного діапазону дуже малі, і при досить повільній зміні властивостей середовища вважають, що поширення світлової енергії відбувається вздовж геометричних прямих ліній — світлових променів. Уявлення про світлові промені разом з експериментально встановленими законами відбивання і заломлення світла на межі двох середовищ є основою променевої (геометричної) оптики.

### Фізична оптика
Головну частину оптики становить фізична оптика, яка з'ясовує природу світла, закономірності його випромінювання, поширення, розсіяння і поглинання в речовині. Оптичні явища, в яких проявляється хвильова природа світла (наприклад, дифракція світла, інтерференція світла, поляризація світла), вивчає розділ хвильова оптика. Теоретичною основою хвильової оптики є класична електродинаміка, яка оптичні властивості середовища, характеризує макроскопічними константами (діелектричною проникністю ε, магнітною проникністю μ), що наявні у рівнянні Максвела як коефіцієнти. Ці константи однозначно визначають показник заломлення n середовища:
{\displaystyle n={\sqrt {\varepsilon \mu }}}.
Класична електронна теорія досить добре змальовує явища відбивання й заломлення світла, а також особливості його поширення в ізотропних та анізотропних кристалах, в оптично активних та електропровідних середовищах. У рамках цієї теорії розвинулись такі підрозділи фізичної оптики як кристалооптика, металооптика та молекулярна оптика.
Оптичні явища (зокрема, поглинання і випромінювання світла, фотоефект, фотохімічне перетворення молекул), в яких проявляється квантова природа світла, вивчає квантова оптика, теоретичною основою якої є квантова механіка і квантова електродинаміка.
Важливим розділом фізичної оптики є вчення про спектри випромінювання, поглинання та комбінаційного розсіяння світла — спектроскопія. Оптичні характеристики речовини не залежать від інтенсивності світла, лише за малої інтенсивності світлових пучків. Оптика слабких світлових пучків називається лінійною. Оптичні явища (зокрема, самофокусування, розфокусування пучків світла, помноження частоти світлових коливань, прояснення середовища), які проявляються за дуже великої густини світлової енергії, наприклад під дією випромінювання лазерів, розглядає нелінійна оптика.

### Фізіологічна оптика
Окремою частиною оптики є так звана фізіологічна оптика, яка вивчає закони сприймання світла оком і тісно пов'язана з геометричною та фізичною оптикою, а також фізіологією і психологією.

### Практичне використання оптики
Закони оптики і оптичні методи дослідження широко використовуються для вивчення структури речовини, у кількісному і якісному аналізі, а також у світлотехніці, приладобудуванні, автоматиці тощо.

## Оптичні явища в природі. Джерела та приймачі світла
Фізичні тіла, атоми та молекули яких випромінюють світло, називають джерелами світла. Джерела світла бувають штучні та природні, теплові та люмінесцентні, точкові та протяжні. Наприклад, полярне сяйво — природне, протяжне для спостерігача на Землі, люмінесцентне джерело світла.
Джерелами світла є Сонце, Земля, спалах блискавки, лампа розжарення, екран телевізора, монітори тощо. Світло можуть випромінювати також організми (деякі морські тварини, світлячки та інше.)
Так, ще в XVI ст. Леонардо да Вінчі вперше описав природу унікального небесного явища, яке можливо спостерігати під час заходу Сонця, коли на горизонті є півмісяць, але видно контури повного Місяця. Цей ефект примарного повного Місяця, який отримав назву “Сяйво да Вінчі”, виникає від світла, яке випромінює Земля навіть після заходу Сонця. За переконанням вчених NASA, саме Земля — є джерелом світла, яке приблизно в 50 разів яскравіше, ніж світло від повного Місяця.
Пристрої, за допомогою яких можна виявити світлове випромінювання, називають приймачами світла. Серед природних приймачів світла — органи живих істот.
Область науки і техніки, предметом якої є дослідження принципів і розробка способів генерування, просторового розподілу і вимірювання характеристик оптичного випромінення, а також перетворення його енергії на інші види енергії і використання з різною метою, називається «Світлотехніка». Світлотехніка містить у собі, також, конструкторську та технологічну розробку джерел випромінювання і систем керування ними, освітлювальних, опромінювальних і світлосигнальних приладів, пристроїв і установок, нормування, проектування, монтаж і експлуатацію світлотехнічних установок.

## Світловий тиск

Радіометр Вільяма Крукса або «сонячний млин» у вигляді вакуумної скляної бульби з чотирма лопатями на тонкій голці усередині. Під впливом світлового тиску лопаті обертаються

Світло здійснює фізичний вплив на об'єкти на своєму шляху — явище, яке не може бути виведене з рівнянь Максвела, але може бути легко  пояснене у корпускулярній теорії, коли фотони вдаряючись із перешкодою, передають свій імпульс. Тиск світла, яке поглинається перешкодою, дорівнює потужності світлового пучка, розділеній на швидкість світла С. Під час відбиття світла поверхнею тіла, світловий тиск удвічі більший. У разі проходження фотона наскрізь, світлового тиску не виникає. Через велике значення С ефект світлового тиску є незначним для звичайних об'єктів. Наприклад, лазерна указка на один міліват створює тиск, зусилля від якого, становить близько 3,3 пН. Об'єкт, освітлений таким способом можна було б підняти, правда для монети номіналом в 1 пенні для цього буде потрібно близько 30 млрд 1-мВт лазерних указок. Тим не менше, у нанометровому масштабі, ефект світлового тиску є значнішим, й використання світлового тиску для керування механізмами перемикання нанометрових комутаторів в інтегральних схемах, є перспективною галуззю досліджень.
За великих масштабах, світловий тиск може примусити астероїди, обертатись швидше, діючи на їхні неправильні форми, як на лопаті вітряного млина. Можливість створити сонячні вітрила, які би прискорили рух космічних кораблів у просторі, також розглядається.

## Сприйняття світла оком
Із людських органів чуття, найбільше інформації про довкілля, дає нам зір. Однак, бачити навколишній світ ми можемо тільки тому, що існує світло.
Людина бачить електромагнітні хвилі у видимому діапазоні через те, що має відповідні рецептори, які поглинають світло таких частот, викликаючи при цьому відповідні імпульси у нервовій системі. Сітківка людського ока має два типи світлочутливих клітин: палички і колбочки. Палички не мають особливої чутливості до певного діапазону спектра, зате чутливіші до світла взагалі, тому дозволяють бачити чорно-біле зображення. Колбочки мають у своєму складі молекули, які чутливі до різних діапазонів видимого спектра, тому дозволяють бачити у кольорі.
Відповідність між характеристиками монохроматичного світла й кольорами подано у наступній таблиці. Однак, сприйняття людиною кольору не є простою функцією частоти. Так, суміш жовтого й синього кольорів, сприймається оком як зелений колір, хоча світла відповідного частотного діапазону в цій суміші немає.
Таблиця відповідності частот електромагнітного випромінювання та кольорів
| Колір        | Діапазон довжин хвиль, нм | Діапазон частот, ТГц | Діапазон енергії фотонів, еВ |
| ------------ | ------------------------- | -------------------- | ---------------------------- |
| Фіолетовий   | 380—440                   | 790—680              | 2,82—3,26                    |
| Синій        | 440—485                   | 680—620              | 2,56—2,82                    |
| Блакитний    | 485—500                   | 620—600              | 2,48—2,56                    |
| Зелений      | 500—565                   | 600—530              | 2,19—2,48                    |
| Жовтий       | 565—590                   | 530—510              | 2,10—2,19                    |
| Помаранчевий | 590—625                   | 510—480              | 1,98—2,10                    |
| Червоний     | 625—740                   | 480—405              | 1,68—1,98                    |

## Історія дослідження світла
Оптика — одна з найдавніших наук. Вчення про світлові явища, виникло за кілька століть до нашої ери як підсумок численних спроб зрозуміти природу зору. Піфагор (VI століття до н. е.) висловив думку, що тіла стають видимими, завдяки випромінюванню ними особливих частинок, які потрапляють в око. Давньогрецький філософ Емпедокл (V ст. до н. е.) стверджував, що Афродіта створила людське око з чотирьох елементів: вогню, повітря, землі й води, до того-ж, запалила в оці вогонь, завдяки якому людина може бачити. Так виникла помилкова теорія еманації, в якій сумнівався у своїй «Оптиці» Евклід (IV ст. до н. е.), пізніше Лукрецій (I ст. до н. е.).
У IV ст. до н. е. Арістотель вважав, що світло є збудженням середовища між предметом та оком. Тоді ж у школі Платона було сформульовано два основні закони геометричної оптики — прямолінійність світлових променів і рівність кутів їх падіння й відбивання.
У 2 ст. книгу під назвою «Оптика», написав також Птолемей. Він змалював заломлення світла, однак дотримувався того ж погляду, що людина бачить завдяки променям, що виходять з ока.
У «Книзі про оптику» 1021 року Альхазен розвинув теорію оптичних явищ, постулювавши, що освітлена поверхня випромінює в усіх напрямках, але в око потрапляє лише один із таких променів. Йому належить винахід камери-обскури. На його думку світло — це потік маленьких частинок, які розповсюджуються зі скінченною швидкістю. Альхазен описав і намагався пояснити численні оптичні явища, такі як тіні, затемнення, веселку, проводив експерименти з розкладу світла на різні кольори, пробував пояснити бінокулярний зір, зміну видимих розмірів Місяця та Сонця поблизу від горизонту. Завдяки цим дослідженням Альхазен вважається батьком сучасної оптики.
Починаючи з XVII століття, наукові суперечки щодо природи світла точилися між прихильниками хвильової та корпускулярної теорій. Засновником хвильової теорії можна вважати Рене Декарта, який розглядав світло як збурення у світовій субстанції — пленумі. Корпускулярну теорію сформулював П'єр Гассенді і підтримав Ісаак Ньютон. Хвильову теорію світла розробляли Роберт Гук та Християн Гюйгенс. На думку Гюйгенса світлові хвилі розповсюджуються в спеціальному середовищі — ефірі.
На початку XIX століття досліди Томаса Юнга з дифракцією, дали дужий аргумент на користь хвильової теорії. Було відкрито, що світло є поперечними хвилями й характеризується поляризацією. Юнг висловив припущення, що різні кольори відповідають різним довжинам хвилі.  1817 року, свою хвильову теорію світла виклав у мемуарах для Академії наук Огюстен Жан Френель. Після створення теорії електромагнетизму світло було ідентифіковане, як електромагнітні хвилі.
Перемога хвильової теорії похитнулася наприкінці XIX ст., коли експеримент Майкельсона — Морлі не виявив ефіру. Хвилі потребують середовища, в якому вони могли б розповсюджуватися, однак ретельно сплановані експерименти, не підтвердили існування цього середовища. Німецький фізик Макс Планк 1900 року, висунув гіпотезу про квантову природу випромінювання. У 1905 р. Альберт Ейнштейн розробив квантову теорію фотоефекту. З позицій квантової механіки і квантової електродинаміки, вдалося пояснити численні спектральні закономірності й особливості процесів випромінювання. Це призвело до створення Альбертом Ейнштейном загальної теорії відносності. Природа електромагнітних хвиль виявилася складнішою, ніж розповсюдження збурень. Розгляд задачі про теплову рівновагу абсолютно чорного тіла зі своїм випромінюванням, призвів до появи ідеї про випромінювання світла порціями — світловими квантами, які отримали назву фотонів. Аналіз явища фотоефекту показав, що поглинання світлової енергії, також, відбувається квантами.
З розвитком квантової механіки затвердилася ідея Луї де Бройля про корпускулярно-хвильовий дуалізм, за якою світло має, водночас, хвильові властивості, чим пояснюється його здатність до дифракції та інтерференції, та корпускулярні властивості, чим пояснюється його поглинання та випромінювання квантами.